# 山陰日日新聞
山陰日日新聞（さんいんにちにちしんぶん）はかつて存在した地方新聞。『山陰日日新聞』を題して発行された新聞は戦前と戦後の2度あり、いずれも発行所は鳥取県米子市に置かれ、いずれも現在の『日本海新聞』に統合されている。
1. 1908年4月に鳥取県米子市で創刊された新聞（戦前の『山陰日日新聞』）。1939年10月『鳥取新報』、『因伯時報』、『山陰日日新聞』の3紙が合同して『日本海新聞』となった。
2. 1946年9月に鳥取県米子市で創刊された新聞（戦後の『山陰日日新聞』）。1963年10月に『日本海新聞』に吸収合併された。

## 戦前の『山陰日日新聞』
米子地方における新聞の発行は県庁所在地でないなど多くの悪条件があって明治初年以来｢米子新聞｣、｢山陰毎日｣、｢米子角盤日報｣など幾つかの発行がみられたが、本格的新聞が発行されるようになったのは、ようやく40年代に入ってからであった。その新聞が明治41年（1908年）4月1日発行の｢山陰日日新聞｣だった。その前身は、当時、早大出身で23歳の青年三好栄次郎（英之）が創刊した｢米城新報｣であった。
社屋は創立当初から西町にあり日野町のモダンな尖塔のある三階建ての建物に移ったのは大正12年（1923年）ごろである。創刊以来次第に発行部数を増し、明治45年（1912年）には9000部を突破し、松江、鳥取、倉吉、境、安来、今市などに支社または支局を置き、鳥取への対抗意識に燃えて（三好は大正11年以降民政党の論客として活躍）地方言論界の支柱として活動する。
明治45年（1912年）当時の社長三好栄次郎（英之）、主筆菊池茂、社員35名、職工60余名。
1939年10月『鳥取新報』、『因伯時報』、『山陰日日新聞』の3紙が合同して『日本海新聞』となった。

## 戦後の『山陰日日新聞』
昭和21年（1946年）9月に『山陰日日新聞』として米子市で創刊された新聞。創刊時は島根新聞社（現在の山陰中央新報社）の系列会社であった。その後、昭和22年（1947年）に公職追放の影響を受けて経営陣が入れ替わることとなり島根新聞社から独立。昭和38年（1963年）10月に『日本海新聞』に吸収合併された。

## 関連人物
- 織田収
- 大谷虎三
- 加藤章
- 門脇源太郎
- 坂口平兵衛 (2代)
- 高橋円三郎
- 田中古代子
- 野坂寛治
- 三好英之